# Knickhagen
Knickhagen is een stadsdeel van de gemeente Fuldatal in Hessen in Duitsland. Knickhagen hoort bij het district Kassel. Knickhagen maakt sinds 1972 deel uit van de gemeente Fuldatal.
Knickhagen ligt aan de Uerdinger Linie, in het traditionele gebied van het Hessisch dialect. 